# Diekirch (bier)
Diekirch is een Luxemburgs blond pilsbier. Het wordt sinds 1871 gebrouwen door Brasserie de Luxembourg Mousel-Diekirch SA te Diekirch, een dochteronderneming van AB InBev.
Het water voor het bier is afkomstig van de sources des collines verdoyantes. (vertaling: de bronnen van de groene heuvels) te Diekirch.
Op de tweede verdieping van het Nationaal Conservatorium voor Historische Voertuigen (CNVH) is het Historisch Museum van de brouwerij gevestigd. Aldaar zijn onder meer biervaten, glazen, flessen en andere verpakkingen te bezichtigen.

## Varianten
- Diekirch Blondes (3,8%)
- Diekirch Premium (4,8%)
- Diekirch Reserve (6,5%)
- Diekirch Grand Cru (amber, 5,1%)
- Diekirch Surf (3,3%)
- Diekirch Radler Zitrone (1,1%)
- Diekirch Radler Agrum (1,1%)
- Diekirch 0,0% (0,0%)